# Leucoma
Leucoma is een geslacht van vlinders uit de familie van de spinneruilen (Erebidae).

## Soorten
- L. albina Plötz, 1880
- L. albissima Bethune-Baker, 1911
- L. aneuphrix Collenette, 1960
- L. aristera Collenette, 1960
- L. atripalpia Hampson, 1910
- L. bicolorata Holloway, 1999
- L. clara Walker, 1865
- L. costalis Swinhoe, 1906
- L. cryptadia Collenette, 1938
- L. cygna Moore, 1877
- L. chrysoscela Collenette, 1934
- L. dexitera Collenette, 1960
- L. dicella Collenette, 1960
- L. discissa (Grünberg, 1910)
- L. dubia (Aurivillius, 1900)
- L. egens Felder, 1861
- L. egerina Swinhoe, 1893
- L. eshanensis Chao, 1983
- L. euphrix Collenette, 1960
- L. flavescens (Moore, 1877)
- L. flavifrons (Hampson, 1910)
- L. flavosulphurea (Erschoff, 1872)
- L. fletcheri Collenette, 1958
- L. fusca (Hering, 1926)
- L. gigantea Aurivillius, 1894
- L. gracillima Holland, 1893
- L. impressas Snellen, 1877
- L. lechrisemata Collenette, 1959
- L. lepta Collenette, 1933
- L. leucocephala Collenette, 1960
- L. lirioessa Collenette, 1960
- L. luteipes (Walker, 1855)
- L. marginalis (Walker, 1862)
- L. maria (Kirby, 1896)
- L. melanochila (Hering, 1926)
- L. melanoscela Collenette, 1934
- L. membranacea

- L. monosticta (Butler, 1898)
- L. nigripes (Holland, 1893)
- L. nigrolineata Bethune-Baker, 1927
- L. nitida Swinhoe, 1903
- L. niveata (Walker, 1865)
- L. ochripes Moore, 1879
- L. ochropoda (Eversmann, 1847)
- L. ogovensis (Holland, 1893)
- L. parallela Collenette, 1934
- L. parva (Plötz, 1880)
- L. perfecta (Walker, 1862)
- L. platyrhabda (Collenette, 1931)
- L. primula Swinhoe, 1903
- L. purissima (Hering, 1926)
- L. riguata Snellen, 1895
- L. salicis (Linnaeus, 1758) - satijnvlinder
- L. sartus Erschoff, 1874
- L. semihyalina Swinhoe, 1904
- L. sericea (Berio, 1937)
- L. sevastopuloi Collenette, 1955
- L. singaporensis Strand, 1910
- L. subargentea Felder, 1861
- L. submarginata (Walker, 1855)
- L. surtur Bang-Haas, 1912
- L. uganda Collenette, 1958
- L. vata Swinhoe, 1903
- L. vosseleri Grünberg, 1907
- L. wiltshirei Collenette, 1938
- L. xanthocephala (Hering, 1926)
- L. xanthosoma Saalmüller, 1884